# ایوان آرسوف
ایوان آرسوف (انگلیسی: Ivan Arsov؛ زادهٔ ۲۶ سپتامبر ۲۰۰۰) بازیکن فوتبال است.
وی همچنین در تیم ملی فوتبال زیر نوزده سال بلغارستان بازی کرده است.